# 다르빗슈 유
다르빗슈 유(일본어: ダルビッシュ 有(페르시아어: یو درویش ), 1986년 8월 16일 ~ )는 일본의 프로 야구 선수이며, 현재 내셔널 리그 샌디에이고 파드리스의 소속 선수(투수)이다.
정식 이름은 다르빗슈 세파트 파리드 유(영어: Sefat Farid Yu Darvish, 또는 영어: Farid Yu Darvishsefat)이며, 애칭은 ‘다르’(ダル), 소속사는 에이벡스 그룹이다.

## 생애

### 프로 입단 전
초등학교 2학년 때부터 본격적으로 야구를 시작해 '젠 하비키노 보이즈'(전 하비키노시 선발 연식야구팀)에 소속될 당시 전국 대회에서는 8강 진출, 세계 대회에서 3위라는 성적을 올리는 맹활약으로 50곳이 넘는 고등학교로부터 스카웃 제의가 있었지만, 환경 등을 이유로 도호쿠 고등학교에 입학했다. 당찬 발언과 쿨한 외모를 가졌다는 이유로 고시엔 대회에서는 이미 여성 팬들로부터 주목을 받고 있었다.
1학년 가을부터 에이스 투수로 등극하면서 신장 195cm의 거대한 장신으로부터 내리꽂는 강속구는 당시 150km/h에 가깝게 측정되었다. 2학년 봄과 여름, 3학년 봄과 여름에는 4차례의 고시엔 대회에 출전했다. 2학년 여름 대회인 결승전에서는 사카 가쓰히코가 소속된 조소가쿠인 고등학교한테 패해 준우승을 차지했고, 3학년 봄에는 구마모토 현립 구마모토 공업고등학교와의 경기에서 고교 야구대회 사상 12번째이자 10년 만이 되는 노히트 노런을 달성한다. 마지막 대회인 제86회 전국 고등학교 야구 선수권 대회에서는 마카베 겐지와 함께 활약하면서 3차전 상대인 지바 경제대학 부속 고등학교한테 패했지만 ‘고교생 No.1 투수’라고 불리었다.
그러나 2004년 9월에 흡연하는 사진이 주간지에 게재되면서 고교 야구 연맹으로부터 엄중 주의 처분을 받았다.
같은 해인 11월 17일, 프로 야구 드래프트 회의에서는 와쿠이 히데아키, 사토 쓰요시와 나란히 인기 투수로서 주목받아 홋카이도 닛폰햄 파이터스가 다르빗슈 유를 단독 1순위로 지명했다. 12월 17일에는 부친과 함께한 자리에서 계약금 1억, 연봉 1500만, 성과급 5천만 엔의 고졸 신인으로서는 마쓰자카 다이스케, 데라하라 하야토 이래의 최고 조건으로 2004년 드래프트 지명 선수 중에서는 마지막으로 가계약을 맺었다.
- 고교 통산 성적: 등판 67, 투구회 332 1/3, 탈삼진 375, 평균자책점 1.10
- 고시엔 대회 통산 성적: 등판 12, 완투 7, 완봉 4, 투구회 92, 탈삼진 87, 사사구 27, 자책점 15, 7승 3패, 평균자책점 1.47
  - 선발 고등학교 야구 대회: 등판 4, 완투 2, 완봉 1, 투구회 30, 탈삼진 29, 사사구 7, 자책점 9, 2승 1패, 평균자책점 2.70
  - 선수권: 등판 8, 완투 5, 완봉 3, 투구회 62, 탈삼진 58, 사사구 20, 자책점 6, 5승 2패, 평균자책점 0.87

### 닛폰햄 시절

#### 2005년
전년도 12월의 자율 트레이닝 도중에 다친 오른쪽 무릎 관절염의 영향으로 1월의 신인 합동 자율 트레이닝에서 닥터 스톱을 받아, 스프링 캠프는 2군에서 시작했다.
그러나 사진 주간지에서는 미성년자임에도 불구하고 흡연한 사실이 보도되자 거기에 대해 구단 측은 2월 21일에 가마가야시에 있는 구단 기숙사에 송환되어 무기한 근신 처분과 근신 중의 사회 봉사활동을 명령하는 처분을 내렸고(2월 28일의 12개 구단 합동 신인 연수회는 참석) 도호쿠 고등학교는 2월 22일에 정학 처분을 내렸다(3월 1일의 졸업식은 정학 처분 기간 중이었기 때문에 참석하지 않았고 3월 8일에는 정학 해제를 기해서 다른 학생들보다 1주일 늦게 졸업했다).
그 후 2군에서는 재활 훈련을 계속받으면서 5월 5일에는 2군에 첫 등판해 그 후 완봉승도 기록했다. 6월에는 1군으로 승격되면서 1군 첫 등판이자 첫 선발 경기인 히로시마 도요 카프전에서 8이닝 2실점을 기록하여 승리를 거두는 등 그 이후에는 선발 로테이션에 합류했다. 14경기에 등판해 완봉승을 포함한 5승(5패)을 기록했다. 시즌 종료 후에 가진 재계약과 관련해서는 연봉 2배인 3,000만엔으로 서명했다.

#### 2006년
2월에는 오른쪽 어깨 부상으로 출발이 늦어졌고 개막 초부터 4월까지는 평균자책점 5.16, WHIP 1.45를 기록하며 부진했지만, 5월 30일 이후 본인으로서는 정규 경기에서 10연승을 기록했다. 그대로 시즌 종료까지 단 한번도 패전 투수가 되는 경우는 없었고 최종적으로 규정 투구 횟수를 채우는 등 평균자책점 2.89와 12승 5패의 성적을 기록했다. 7월 7일의 세이부 라이온스전(인보이스 세이부 돔)에서는 선발을 맡았지만 원정 경기용 유니폼을 삿포로 돔의 라커룸에 두고 와버리는 바람에 야기 도모야의 유니폼을 빌려 등판하는 등 7이닝 1실점으로 호투하면서 팀을 승리로 이끌었다. 그 날 닛폰햄은 팀의 전신인 도에이 플라이어스가 1961년 9월에 달성한 이래 팀 11연승(당시 구단 타이기록)이 걸려있는 경기였다. 게다가 그 때 본인은 “여기서 진다면 최악입니다”라고 발언했다. 그 해 시즌 종반을 앞둔 시점에서 쓰루오카 신야와 배터리를 짜는 일이 많아지면서 2007년 중반 이후부터는 다르빗슈 유가 등판할 시의 포수는 거의 쓰루오카로 고정되어 있었다.
플레이오프에서는 세컨드 스테이지(후쿠오카 소프트뱅크 호크스 전) 제1차전에 선발로 나서 11탈삼진과 1실점 완투로 승리 투수가 되었고, 이후 센트럴 리그 우승팀인 주니치 드래건스와의 일본 시리즈에서는 첫 경기에서 선발을 맡았지만 6이닝 3실점을 기록하면서 패전 투수가 된다. 3승 1패로 접어든 5차전에 또다시 선발 등판해, 7과 1/3이닝 1실점으로 승리 투수가 되어 팀은 44년 만에 통산 두 번째 우승을 달성했다. 그 활약에 의해 일본 시리즈 우수 선수상을 수상했다.
아시아 시리즈에서는 중화 타이베이 대표팀인 라뉴 베어스와의 결승전에 선발 등판해 7이닝 10탈삼진 무실점의 호투로 승리 투수가 되어 시리즈 MVP를 수상했다. 44년만의 두 번째 일본 시리즈 우승과 아시아 시리즈 제패에 기여하며 팀의 새로운 에이스 투수로 성장했다. 재계약 갱신에서는 3,000만엔으로부터 4,200만엔이 상승한 7,200만엔에다가 성과급 지불에 서명했다.

#### 2007년

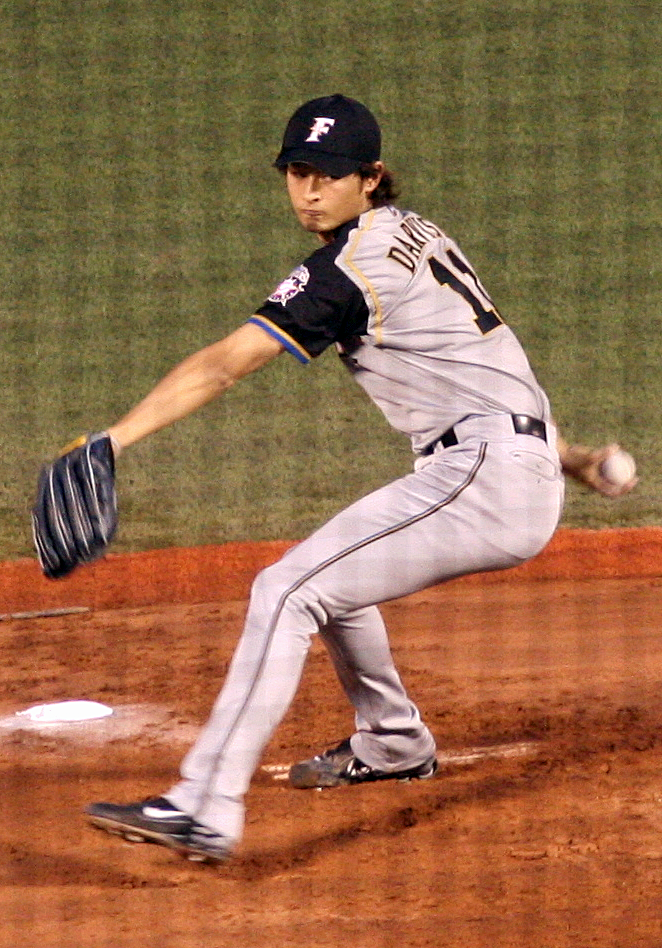
닛폰햄 시절의 다르빗슈 유(2007년 8월 29일)

본인으로서는 처음으로 개막전 선발 투수를 맡았고 8월 9일의 삿포로 돔에서 열린 도호쿠 라쿠텐 골든이글스전에 선발 등판하면서 4대 2로 보란듯이 승리 투수가 된 다르빗슈는 경기 종료 후에 가진 히어로 인터뷰에서 “노리고 있었다”라고 말했고, 그 후에는 여배우 사에코와의 결혼을 발표했다.
시즌 성적은 15승 5패, 평균자책점 1.82, WHIP 0.83, 피안타율 1할 7푼 4리, 완투는 12구단 가운데 가장 많은 12개였다. 시즌 막바지에는 나루세 요시히사(지바 롯데 마린스)와 최고 평균자책점 타이틀을 놓고 경쟁을 펼치면서 0.003점차로 최고 평균자책점 타이틀은 놓쳤지만, 이마나카 신지 이래 14년 만에 7항목을 전부 채우면서 최고의 투수에게 주어지는 사와무라 에이지상의 수상자로 선정된 것 외에도 최다 탈삼진, 골든 글러브상, 베스트 나인의 타이틀을 연달아 석권했다. 팀의 리그 연패에 큰 기여를 하면서 퍼시픽 리그 MVP까지 선정되었는데 21세의 MVP는 사와무라 에이지, 이나오 가즈히사의 20세에 이은 최연소 기록이 되었다. 베이징 올림픽 야구 일본 대표팀의 호시노 센이치 감독으로부터 대표팀의 에이스로 지명되었다.
클라이맥스 시리즈 제2 스테이지에서는 1차전에 선발 등판하여 9이닝 2실점을 기록해 승리 투수가 된다. 2승 2패로 접어든 클라이맥스 시리즈의 최종전이자 5차전에서도 나루세를 상대하여 승리해 팀의 일본 시리즈 진출하는 데에 기여를 했다. 2승을 올리면서 일본 시리즈 진출의 원동력이 된 다르빗슈는 클라이맥스 시리즈 제2 스테이지의 MVP로 선정되었다.
전년도와 마찬가지로 주니치와 대결한 일본 시리즈에서는 1차전에서 선발 등판해 1실점 13탈삼진으로 완투, 가와카미 겐신과의 대결을 제압하며 승리투수가 되었다. 1승 3패로 접어든 5차전에서 다시 선발 등판해 7이닝을 1실점 11탈삼진으로 기록하여 호투했지만 닛폰햄의 타선이 야마이 다이스케, 이와세 히토키의 계투에 1명의 주자도 내보내지 못하면서(퍼펙트 게임 = 계투에 의한 달성을 위해 참고 기록) 패전 투수가 되어 주니치의 일본 시리즈 우승을 허용했지만 다르빗슈의 호투에 높은 평가를 받아 일본 시리즈 감투 선수상을 수상했다.
이후 재계약 갱신에서는 7,200만엔에서 178% 올린 1억 2,800만엔의 대폭 증가로 2억엔(추정)에 추가 성과급에 서명했다. 프로 4년차의 2억엔 달성은 5년차에 달성한 와다 쓰요시 등을 제친 최고 속도이며, 사상 최연소의 2억엔을 돌파한 선수가 되었다.

#### 2008년
3월 20일, 2년 연속 두 번째의 개막전 선발 투수를 맡아 지바 롯데를 상대하면서 1대 0의 완봉승을 거둔다. 10개의 삼진을 빼앗아 개막전을 1대 0으로 완봉한데다가 두 자릿수 탈삼진을 빼앗은 것은 사상 최초의 쾌거를 이루었다. 전년도 이상의 페이스로 승리를 쌓아올리면서 시즌 전반기부터 최다승, 평균자책점 부문에서 라쿠텐의 이와쿠마 히사시와 타이틀 경쟁을 펼쳤다. 시즌 처음부터 직접 대결하게 된 4월 10일에는 양쪽 모두 5회까지 노히트 피칭을 이어갔고 이와쿠마가 투구수 100개의 3피안타 1실점 완투, 다르빗슈는 투구수 95개의 3피안타 완봉으로 이와쿠마와의 투수전 끝에 승리를 거두었다. 7월 17일, 도쿄 돔에서 열린 라쿠텐전에서는 투구수 89개의 10탈삼진 무볼넷 완투로 11승째를 올렸다. 그러나 전반기 마지막 등판이 된 7월 24일의 지바 롯데전에서는 165개의 완투에도 불구하고 만루 홈런을 허용하는 등 5실점을 기록하며 패전 투수가 되었다.
베이징 올림픽 예선 리그에서는 첫 경기인 쿠바전의 마운드를 맡았지만 4이닝 4실점으로 패전 투수가 된다. 경기 종료 후 다르빗슈의 트레이드 마크인 장발을 깎으며 삭발을 하고 구장에 모습을 드러냈다. “내가 했으니까 너도 해라”라고 강요당한 다나카 마사히로도 삭발을 하는 등 다나카는 “저를 길동무가 삼았습니다”라고 말했다. 참고로 다르빗슈의 머리를 직접 민 사람은 가와사키 무네노리였고, 그 다음날에는 다르빗슈와 다나카에 이어서 가와사키와 아베 신노스케는 삭발을 하면서 구장에 모습을 드러냈다. 그러나 이 첫 경기에서는 호시노 감독의 신뢰를 잃어 예정되어있던 메달이 걸린 결승 토너먼트 준결승의 선발 자리도 박탈당했다. 결국 그 후의 등판은 소화 경기였던 예선 리그 최종전의 미국전의 선발과 3위 결정전인 미국전에서 패전 처리로 등판했다.
소속팀에 복귀한 이후에는 5경기에서 선발 등판해 2개의 완투를 포함한 5승 0패, 평균자책점 1.29, WHIP 0.66이라는 호투를 보이면서 지바 롯데와의 3위 자리를 놓고 경쟁을 펼쳤는데 결국 닛폰햄이 지바 롯데를 4위로 떨어뜨리는 결정적인 역할을 했다. 클라이맥스 시리즈에서는 2경기에 등판, 1실점 14탈삼진 완투와 3피안타 완봉으로 2승, 평균자책점 0.50를 기록했다. 그 해에는 투수 부문에서의 주요 타이틀이야말로 획득할 수는 없었지만 평균자책점, 최다승, 최다 탈삼진 모두 리그 2위를 기록, 올림픽에서의 이탈 기간이 있었음에도 불구하고 투구회와 탈삼진은 2년 연속으로 200개를 넘어 평균자책점은 2년 연속 1점대, WHIP도 같이 1.00 이하를 기록했다. 사와무라상의 선정 기준에서도 2년 연속 전체 항목 달성했지만 시즌 21승을 기록한 이와쿠마는 단독 수상자가 되면서 2년 연속 사와무라상의 수상자로 선정되지 못했다. 기준을 전항목을 달성하고도 사와무라상을 받을 수 없었던 것은 기준이 제정된 1982년의 에가와 스구루 이래 두 번째가 되었다(다만 1982년은 사와무라상을 수상한 기타벳푸 마나부도 기준의 전항목을 달성하고 있는데 대해 이와쿠마는 완투수가 선정 기준에 닿지 않았었다).
클라이맥스 시리즈에서는 제1 스테이지(오릭스 버펄로스 전) 1차전에 선발 등판하면서 9이닝 14탈삼진 1실점으로 완투승을 달성했다. 이 중요한 정규 시즌 후반을 준비해 두었던 포크볼, 투심 패스트볼을 모두 해제하여 직구는 최고 속도 153km/h를 측정했다. 또, 이 경기에서 승리한 14개의 탈삼진은 일본 시리즈를 포함한 포스트시즌 사상 최다 기록이 되었다. 패하게 된다면 세이부에게 사활이 걸리는 클라이맥스 시리즈 제2 스테이지 2차전에 선발 등판, 우타자가 많은 세이부 타선의 몸쪽을 파고드는 투심 패스트볼을 많이 던지면서 그 해 타선이 강력했던 세이부의 타선을 3안타 완봉승을 거두었다. 피안타 3개는 포스트시즌 사상 최소 기록을 세웠다.
12월 1일의 계약 갱신에서는 7,000만엔 증가의 연봉 2억 7,000만엔에 추가 성과급에 바로 서명했는데 프로 5년차로서는 일본 야구계 사상 최고 연봉이 되었다. 19일(일본 시간 20일)에는 여배우 사에코와 함께 하와이 호놀룰루 시내에 마련된 교회에서 결혼식을 올렸다. 이날 결혼식에는 다르빗슈의 아버지, 같은 해 3월에 태어난 장남과 가족 외에도 후지이 슈고, 가와사키 무네노리, 니시오카 쓰요시, 아오키 노리치카에다가 세이부의 우승 기념 여행중이던 와쿠이 히데아키, 나카지마 히로유키 등이 참석하면서 축하해주었다.

#### 2009년
제2회 월드 베이스볼 클래식의 일본 국가 대표팀 선수로 출전해 마쓰자카 다이스케, 이와쿠마와 함께 선발 3인방으로서 감독인 하라 다쓰노리로부터 지명되었다. 3월 5일, 일본 대표팀의 첫 경기인 중화인민공화국전에 선발 투수로 출전해 4이닝을 무안타 무실점에 막아 승리투수가 되었다. 또 3월 18일의 대한민국전에서도 선발 투수로 출전하였지만 이 경기에서는 1이닝에 실책을 포함한 3실점을 내주면서 5이닝 7탈삼진 3실점(2자책점)으로 패전 투수가 되었다. 3월 23일의 준결승, 3월 24일의 결승전에서는 선발을 마쓰자카, 이와쿠마에게 양보하여 두 경기에서도 마무리 투수 출전, 이후 대한민국과의 결승전에서 승리투수가 되었다. 대회 통산 13이닝을 던져 2승 1패, 평균자책점 2.08, 대회 최다인 20탈삼진, WHIP 1.00의 성적을 남겨 매니 라미레스나 켄 그리피 주니어 등과 같은 메이저 리그의 간판 타자들로부터 극찬을 받았다.
정규 시즌에서는 3년 연속 개막전 선발 투수로서 이와쿠마와의 대결이 있었지만, 1이닝에 갑자기 3점을 헌납하면서 9이닝 3실점으로 자신의 첫 개막전에서의 패전 투수가 됨 것과 동시에 이와쿠마와의 대결에서 첫 패배를 안게되었다. 4월 24일의 오릭스전에서는 서투르다고 평가되던 옥외 구장에서 프로 첫 완봉승을 거두었다. 그 후의 경기에서도 안정된 투구를 이어가며 5월에는 4승 0패, 평균자책점 0.90, WHIP 0.90의 활약으로 퍼시픽 리그 투수 부문 월간 MVP에 선정되었다.
7월 15일, 소프트뱅크와의 경기(후쿠오카 Yahoo! JAPAN 돔)에서 완투승을 따낸 이후 히어로 인터뷰에서는 둘째 아이를 얻었다고 밝혔다. 그 이후에도 좋은 성적을 이어가면서 7월 22일에는 전반기 최종 등판인 지바 롯데전에서 9이닝 2안타 1실점으로 승리 투수가 되어 개인 통산 60승째를 올렸다. 통산 107경기 만에 60승 달성은 양대 리그가 출범한 이후 고졸 출신의 선수로서는 마쓰자카의 111 경기를 제친 최고 속도 기록이다. 시즌 전반기를 12승 3패, 평균자책점 1.39, WHIP 0.84, 122탈삼진의 좋은 성적으로 그 해의 올스타전에서도 팬 투표·선수간 투표 부문에서 모두 1위로 선정되었다. 7월 24일의 올스타전 제1차전에 선발 등판했지만 알렉스 라미레스의 투수 강습타구가 오른쪽 어깨를 맞춰 1이닝을 던지고 긴급 강판되었다. 이후에는 평균자책점 2.80, WHIP 1.13으로 컨디션이 나빠지는 8월 21일의 소프트뱅크전에서는 개인 최악의 성적인 6실점(8이닝)을 기록하고 패전 투수가 되었다. 타구가 어깨에 맞았기 때문에 경기 후반에 구위가 떨어지면서 실점하는 경우가 눈에 띄었을 뿐만 아니라 내출혈이 발생한 이후에도 근육 파열과 같은 잔부상이 생기면서 어깨가 당기는 일이 많아졌다. 다음날인 8월 22일에 오른쪽 어깨 통증을 호소한 2006년 6월 이후가 되는 부상에 의한 등록 말소가 되었다.
9월 13일에는 일시 복귀하면서 지바 롯데전에 선발 등판, 8이닝 1실점으로 15승째를 올렸지만 원래의 구속은 자취를 감췄고 그 다음 9월 20일의 오릭스전에서는 7개의 볼넷을 허용하는 투구 난조로 5이닝 2실점을 기록하여 강판되는 등 오른쪽 어깨와 허리 통증에 의해 다시 등록이 말소되어 그 이후에는 등판 기회도 없이 시즌을 끝냈다.
팀은 리그 우승을 제패하면서 클라이맥스 시리즈 제2 스테이지에 진출해서 승리를 거두었지만 부상에서 완전히 회복되지 않아 다르빗슈 본인은 등판하지 못했다. 그러나 일본 시리즈에서는 전과 다름없이 좋지 않은 컨디션에도 11월 1일의 2차전에 선발로 등판해 요미우리 자이언츠와 상대로 평소에 잘 던지지 않던 100km/h대 전반의 슬로 커브를 효과적으로 사용해 6이닝을 7탈삼진 2실점으로 4대 2의 승리를 거두었다. 부상부의에 부담이 가지 않도록 보폭을 좁히고 캐치볼을 하는 듯한 투구 폼이었지만 최고 속도 149km/h를 기록했다. 인터뷰에서는 “지금의 상태 치고는 기대 이상이었다. 일생일대의 투구를 할 수 있었다”라고 말했다. 일본 시리즈가 끝난 이후 3년간의 오프 시즌중에도 쉬지 않기도 했기 때문에 병원에서의 정밀 진단에서는 오른쪽 검지손가락이 피로 골절되어 있다는 사실이 판명되면서 통증은 등판한 11월 1일 이전인 10월 28일부터 있었지만 누구에게도 알리지 않은 상태에서 마운드에 올라가 오른쪽 검지손가락의 피로 골절과 허리 통증, 오른쪽 엉덩이 부위의 통증을 느끼고 있는 와중에 요미우리 타선을 막으면서 승리투수가 되었다.
후반기의 전력 이탈이 있었지만 현역 선발 투수로서는 유일하게 3년 연속 WHIP 1.00 이하를 기록, 최고 평균자책점과 최고 승률을 동시에 석권했고 베스트 나인과 통산 두 번째의 리그 MVP를 수상했다. 프로 입단 5년 이내에서 두 번째의 MVP 수상은 이나오 가즈히사, 이치로에 뒤를 이은 3번째의 기록이다. 계약 갱신에서는 6,000만엔이 증가된 3억 3,000만엔의 추가 성과급에 서명했다. 1997년 시즌 이후에 24세의 선수가 3억 엔을 넘은 이치로를 제외하면 사상 최고 속도이자 최연소 3억엔 선수가 되었다. 같은 해 7월 15일에는 스스로 개발한 기술을 일본 야구계에 환원하고 싶다고 생각해서 베이스볼 매거진 출판사로부터 10종류의 구종을 잡는 방법과 투구법을 사진을 첨부하며 스스로 해설한 ‘다르빗슈 유의 변화구 바이블’을 출간했다.

#### 2010년
3월 20일, 4년 연속 개막전 투수를 맡아 소프트뱅크전에 선발로 출전했다. 투구수 147개의 13탈삼진으로 사상 5번째의 4시즌 연속 개막전 완투를 달성하였지만 5실점(3자책점)으로 패전 투수가 되었다. 3번째 경기에서 간신히 첫 승리를 올렸고, 4월 17일의 세이부전까지 5경기 연속으로 두 자리수 탈삼진이라는 일본 프로 야구 신기록을 수립했다(13K → 11K → 11K → 12K → 10K).
4월 24일의 라쿠텐전으로부터 5월 21일의 요코하마 베이스타스전까지 31이닝 연속무실점을 기록해 지금까지의 개인 최다 기록인 25이닝 연속 무실점 기록을 경신했다. 5월에는 WHIP 1.23이면서도 평균자책점이 0.90으로 호투했지만 타선의 지원을 받지 못한 채 1승 2패로 그쳤다. 오른쪽 무릎 통증에 의해 6월 5일의 선발 등판을 피했지만 6월 12일의 주니치전에서는 7회 무실점 호투로 5월 1일 이후의 승리 투수가 되었다. 7월 3일의 라쿠텐전에서는 지금까지의 자신의 최고 속도 154km/h를 경신하는 155km/h를 기록했고 계속되는 7월 17일의 역시 라쿠텐전에서는 156km/h를 기록하는 등 연달아 개인 최고 속도 기록을 경신했지만 7이닝 3실점으로 패전 투수가 되어 6월 12일부터 자신의 연승 기록은은 5연승으로 끝났다.
시즌 전반기는 9승 5패, 평균자책점 1.56, WHIP 1.04, 143탈삼진을 기록했고 4년 연속 올스타전에도 출전하는 등 7월 23일의 제1차전에서는 팀의 두 번째 투수로 등판해 원심, 고속 체인지업과 같은 새로운 구질을 보여주는 등 2이닝을 1실점(무자책점)으로 호투했다. 시즌 후반기에는 69이닝을 던져 3승 3패, 평균자책점 2.22, WHIP 0.95, 79탈삼진을 기록했다.
시즌을 통해서 안정된 피칭을 계속했지만 규정 투구 횟수를 채운 투수들 중에 리그 최악인 3위의 득점지원률을 기록하는 등 타선 지원이 부족해 승리 수가 12승에 머물러 개인 최악의 성적이 되는 8패를 당한 것 외에도 4년 연속 WHIP 1.00 이하를 놓쳤지만 2008년 이후가 되는 투구 횟수 200이닝을 달성했다. 222개의 탈삼진으로 최다 탈삼진 타이틀을 석권해 1959년의 이나오 가즈히사 이래가 되는 4년 연속 평균자책점을 1점대로 달성해 2년 연속 최고 평균자책점 타이틀도 차지했다. 같은 이닝을 평균적인 투수가 던지는 경우에 비해서 얼마나 실점을 막았는지를 나타내는 RSAA에서도 1959년의 이나오 가즈히사가 기록한 이래 프로 야구 사상 두 번째가 되는 4년 연속 40점 이상을 달성했다.
시즌 종료 후 애리조나 다이아몬드백스가 영입 자금으로 8,000만 달러(약 65억 6,000만엔)를 준비하는 등 포스팅 시스템에서의 메이저 리그 도전이 예상되었지만 10월 19일에는 자신의 블로그를 통해 닛폰햄에서 잔류한다는 입장을 밝혔다. 계약 갱신과 관련해서는 전년도까지의 총액 8억엔 추가 성과급의 3년 계약으로부터 성과급 없음의 단년 계약을 맺어 현역 일본인 선수로서는 야구계 최고 연봉이 되는 5억엔으로 서명했다. 24세의 5억엔 달성은 1998년 오프 당시 오릭스에 소속된 이치로의 25세의 기록을 경신하면서 사상 최고 속도이자 최연소 선수로서 달성했고 선발 투수로서의 5억엔을 돌파한 것도 일본 프로 야구 역사상 처음있는 일이다.

#### 2011년
4월 12일, 닛폰햄 구단 역사상 최다 기록이 되는 5년 연속 개막전 투수를 맡았다. 4월 26일의 소프트뱅크전에서 사상 129번째가 되는 개인 통산 1000탈삼진을 달성했고 5월 10일의 라쿠텐전에서는 이와쿠마와의 투수전 끝에 승리 투수가 되면서 개인 최다가 되는 15개의 탈삼진으로 완봉 승리를 거두었다.
6월 15일의 한신 타이거스전에서는 3회말 2사 주자 3루 상황에 상대 타자인 아라이 다카히로에게 던진 3구째가 폭투가 되면서 그 전에 3루 주자였던 맷 머턴이 홈에서 살아나 이 실점으로 5월 10일 라쿠텐전으로부터 계속된 연속 무실점 기록이 프로 야구 역대 11위(현역선수에서는 후지카와 규지에 이어 2위)에 해당되는 46이닝 2/3에서 멈춰 퍼시픽 리그 신기록이 되는 4경기 연속 완봉을 놓쳤다. 교류전에서는 43이닝 1자책점으로 평균자책점 부문 역대 1위인 0.21을 기록했다. 6월 30일의 지바 롯데전에서 최고 속도가 되는 56경기째에서의 10승째를 올렸다. 시즌 전반기에는 13승 2패, 평균자책점 1.44, 140개의 탈삼진을 기록했고 팬 투표와 선수간 투표 부문에서 모두 1위를 기록하여 5년 연속이자 통산 5번째의 올스타전에 출전했다. 시즌 후반기에는 5승 4패, 평균자책점 1.43, 136개의 탈삼진을 기록하면서 최종적으로는 개인 최다인 232이닝을 던져 개인 최고 평균자책점 1.44, 최다승인 18승, WHIP은 선발 투수중에서 최소인 0.83, 1993년에 노모 히데오가 기록한 이후의 시즌 250탈삼진을 기록하는 등 야구계에서는 처음으로 5년 연속 1점 대의 평균자책점을 기록했다.
시즌 종료 후 포스팅 시스템을 행사하며 FA 신청했다는 사실을 자신의 블로그를 통해 입장을 밝혔고 토론토 블루제이스, 뉴욕 양키스 등도 영입에 나섰다는 일부 언론에 보도되었지만 12월 20일에 텍사스 레인저스가 마쓰자카 다이스케를 웃도는 포스팅 시스템 사상 최고 금액의 5,170만 3,411달러로 교섭권을 얻었다고 발표했다.

### 텍사스 레인저스 시절

#### 2012년
1월 18일에 텍사스 레인저스와 6년 간 5,600만 달러를 포함한 인센티브 400만 달러의 총액 6,000만 달러로 계약을 맺었고 등번호는 닛폰햄 시절과 마찬가지로 11번으로 정했다. 그리고 같은 날에 사에코와 이혼했다고 밝혔다.
4월 9일 시애틀 매리너스전에서 메이저 리그 진출 이후 처음으로 선발 등판하여 첫 회에 4실점을 기록하는 등 5와 2/3이닝, 피안타 8개, 5실점, 탈삼진 5개, 사사구 5개를 기록했지만 타선의 지원을 받고 메이저 리그에서의 첫 승리 투수가 되었다. 4월 24일의 뉴욕 양키스전에서는 구로다 히로키와 투수전을 펼쳐 8과 1/3이닝, 피안타 7개, 무실점, 탈삼진 10개, 볼넷 2개로 최고 속도 97mph(약 156km/h)나 기록하는 투구로 3승째를 올렸다. 4월에는 5경기에 등판하면서 4승 무패, 평균자책점 2.18, WHIP 1.42의 성적으로 리그 월간 최우수 신인상에 선정되었다. 5월 27일의 토론토 블루제이스전에서는 허리 통증으로 5이닝을 던져 강판되었지만 미일 통산 100승째를 올렸고 전반기에는 16경기에 선발 등판하여 10승 5패, 평균자책점 3.59, WHIP 1.36의 성적을 남겨 올스타전 최종 투표에서 선정되었다.
메이저 리그 이적 1년째의 시즌에서는 29경기에 선발 등판해 16승 9패, 퀄리티 스타트가 18이라는 성적으로 시즌을 마쳤다.

#### 2013년
4월3일 휴스턴 미닛메이드파크에서 열린 휴스턴과의 원정경기에서 9회 투아웃까지 26명의 타자를 1루에 내보내지 않았지만, 마지막 타자인 마윈 곤잘레스에게 안타를 허용, '아시아 투수 첫 Perfect Game'이라는 대기록 작성에 실패했다. 7-0으로 앞선 상황에서 첫 안타를 맞은 다르빗슈는 곧바로 교체됐고, 8.2이닝 1안타 14삼진 무실점으로 승리투수가 됐다. 1991년 놀란 라이언 이후 한 경기 14삼진을 잡아낸 텍사스 레인저스 투수는 다르빗슈가 처음.

#### 2014년
2013년 12월 22일 신시내티 레즈에서 뛰던 추신수가 텍사스 레인저스와 계약을 맺으면서, 추신수와 한솥밥을 먹게 되었다.

#### 2017년
2017년 7월 말에 로스앤젤레스 다저스로 트레이드되었다. 이에 따라 류현진과 한솥밥을 먹게 되었다. 2017년 디비전시리즈 3차전에서 호투하며 메이저리그 데뷔 후 처음으로 포스트시즌에서 승리투수가 되었고, 팀을 챔피언십시리즈에 진출시켰다. 하지만 월드시리즈에서는 3차전과 7차전에 선발등판했지만 2경기 모두 1.2이닝으로 조기강판되는 등, 총 3.1이닝 9실점을 기록, 극심하게 부진하여 3선발로서의 역할을 제대로 수행하지 못하였다. 결국 팀은 월드시리즈에서 3승 4패로 준우승에 그쳤다.

## 플레이 스타일
- 주자가 없는 상황에서도 세트 포지션으로 준비하며 정규 시즌에서의 최고 속도는 99mph(약 159km/h)로 측정되면서 여러 종류의 슬라이더, 커브, 체인지업, 포크볼, SFF, 커터, 투심 패스트볼(슈트), 원심 패스트볼 등 다채로운 변화구를 던지기도 한다. 구종 모두가 평균적인 투수를 웃도는 질을 가지고 있으며 너클볼이나 싱커도 던질 수 있지만 2007년 이후 정규 경기에서는 던지지 않았다.
- 신인 시절인 2005년에는 싱커를 결정구로 하는 피칭을 보여주었지만 2006년부터는 체인지업, 포크볼의 기능이 향상되었기 때문에 싱커를 거의 던지지 않게 되면서 다음해인 2007년에는 완전히 봉인했다. 2007년부터는 커터와 세로 슬라이더를, 2008년부터는 SFF를 습득해서 던지기 시작했다. 2010년의 시범 경기에서는 동료였던 버디 칼라일에게 배운 떨어지는 패스트볼인 원심 패스트볼을 던지기 시작했는데 이것은 일본 프로 야구에서 처음으로 원심을 던진 일본인 투수이다.[41] 같은해 6월 19일의 오릭스전에서는 140km/h대의 고속 체인지업을 던지기 시작했는데[42] 고속 체인지업의 이점은 직구에 가까운 구속으로 떨어지기 때문에 타자가 직구와 헷갈리는 점, 기존의 체인지업에 비해 제구를 하기 쉬운 점이 있다.[42] 게다가 같은 해 올스타전에서는 타자의 바로 앞에서 떠오르는 커터를 던졌는데, 상대 타자인 아베 신노스케는 커터를 “사이드암이나 언더핸드 투수가 던지는 듯이 가볍게 떠오르는 볼”이라고 설명했다.
- 볼넷 비율은 2008년에 1.97(리그 7위)를 기록했지만 2010년까지 통산 성적은 2.58이며 시라이 가즈유키에게서는 “매우 가까운 레벨에 있는 것은 확실하지만 세세한 컨트롤은 당시의 마쓰자카 쪽이 가장 좋았다”라고 평가한 것 외에도 “공의 개수를 줄일 필요가 있다”라고 평가했다.
- 야외 구장에서의 승률이 낮다는 야구계 일각에서의 평가도 있었는데 특히 구장 특유의 바닷바람으로 변화구가 잘 먹히지 않은 구장으로 알려진 QVC 마린필드에서는 제구력에 문제점을 드러내는 경우가 많아 시즌 4년차인 2008년 4월 30일까지 승리를 올리지 못했지만 2009년 시즌에는 야외 구장에서 32이닝을 던져 평균자책점 1.13을 기록, 2010년은 48이닝을 던져 평균자책점 0.56이라는 기대 이상의 성적을 남겼다.
- 다르빗슈는 섀도우 피칭을 하면서 투구폼을 교정하는 일을 하지 않는 등 독자적인 조정법을 구사하고 있다. 이것에 대해 닛폰햄 수석 트레이너인 나카가키 세이이치로는 “체감적, 혹은 체험적인 시간과 공간적인 위치를 본인의 감각으로 세세하게 조정할 수 있다. 내부 감각에 의한 신체운동의 구현력이 월등히 뛰어나다”, “몸 전체를 사용해서 마지막에 팔을 흔드는 것이 아니라 몸 전체로부터 뿜어져나오는 힘으로 자연스럽게 팔이 흔들리도록 하는 감각을 가지고 있다”라고 말했다.[43]
- 몸의 좌우로 밸런스를 취하는 목적으로 오른팔이 아닌 왼팔로서도 캐치볼을 하고 있어 변화구나 60미터 정도의 멀리 던지기를 할 수도 있다.

## 에피소드

### 본인과 가족 관계
- 정식 이름은 다르빗슈세퍼트 파리드 유(페르시아어: فرزاد درويش صفت)다. ‘유’는 제4대 정통 칼리프인 시아파 초대 이맘의 알리 이븐 아비 탈리브에서 따왔다. 페르시아어의 이름으로는 ‘아리 파리드’라는 두 단어로 ‘무적의 아리’라고 일컬어지는 아리를 찬양하는 의미의 이름이 된다.[44]
- 어린 시절에는 아이스하키와 야구를 하고 있었는데 아이스하키의 연습이 본인에게 있어서 너무 힘들었기 때문에 야구의 길로 가는 것을 결정했다.
- 전 부인이자 여배우인 사에코와 그 사이에서 얻은 2남이 있으며, 모친은 일본인, 부친은 이란인 전직 축구 선수로 근년에 매우 인기가 높아지면서 프로 야구가 탄생한 모국 이란에서 ‘이란 야구 연맹’의 고문으로 취임한 것 외에도 사업을 넓게 확장하고 있다. 현재는 일본 국적을 갖고 있으며 남동생도 2명 있어 막내는 배우로 활동하고 있는 KENTA이다.
- 196cm의 몸집이 큰 체격에 비해 손은 작고 팔도 짧은 편이다. 싫은 음식은 그레이프프루트, 자동차에는 흥미가 없는 편이며 특히 자동차 운전 면허도 가지고 있지 않다고 자신의 트위터에서 밝히기도 했다.
- 3살 무렵, 아버지가 머리맡에 있는 야구공과 농구공, 축구공을 하나씩 놓으면서 최초로 손에 든 것이 야구공이었다. 아버지는 축구 선수였기 때문에 축구공을 발로 차면서 건네주었지만 그것도 던졌다고 한다.
- 어렸을 때 혼혈인으로 태어났다는 이유로 주변에서는 “너는 일본인이 아니다”라고 차별받은 일을 계기로 “자신이 일본인임을 증명하는 것”과 “일본 야구계에 머무르는 것”에 강한 집착을 가지게 되어 “만약 메이저 리그에 가게되는 일이 생긴다면 저는 야구를 그만두겠습니다. 일본의 어린이들에게도 미안한 일이 되잖습니까. 아이들을 즐겁게 해 주기 위해서는 그러한(일본에 남는다는) 사람도 필요하다고 생각합니다”라고 말해 2007년에 후지 TV에서 방송된 《정크 SPORTS 판타스틱 스토리》의 인터뷰에서 이 같이 밝혔다.
- 부친이 공동 경영하는 자이렉스(효고현 아시야시)가 ‘다르빗슈’(ダルビッシュ)라는 이름의 상표등록을 출원하면서 2004년 8월 경에 특허청에 수리되었다.

### 야구계
- 신인 시절에는 미성년 흡연으로 구단으로부터 근신 처분을 받는 등 비행, 프로 의식의 부족도 눈에 띄었지만 감독과 코치의 지도에 의해 개선했다. 입단 2년차 이후에는 담배도 피우지 않고 식사부터 트레이닝 내용까지 자기관리를 철저히 하고 있다. 불상사를 일으켰을 때 지도해 준 트레이 힐만 감독을 비롯한 당시 지도자들에게 감사의 마음을 전했다.
- 노무라 가쓰야를 비롯한 다수의 야구계 관계자들이 현역 최고의 투수라고 인정했는데 다쓰나미 가즈요시는 후지 TV 계열의 뉴스 프로그램에 출연하면서 “지금까지 여러 투수와 대결했지만 종합적으로 넘버원의 투수가 아닙니까” 라고 평가했다.
- 동료이자 후배인 기노시타 다쓰오, 요시카와 미쓰오와 같이 입단한 세이부의 와쿠이 히데아키와는 ‘다르빗슈 군단’을 결성했다. 베이징 올림픽 출전을 목표로 내건 아시아 지역 예선 결승 대회에서는 그의 친구인 와쿠이와 연습할 때나 사적인 생활을 할 때도 함께 행동했다.

### 기타
- 2005년, 파친코 필승공략 DREAMS(종합 도서)에서 다르빗슈를 주인공으로 한 4컷짜리 야구 만화 ‘힘내라! 다르빗슈 군’이 연재되었다. 나중에는 “힘내라 다르비 군!!”으로 제목이 변경되었다.
- 도쿄 방송의 랭킹 프로그램인 《랭크 왕국》에서 “멋지다고 생각하는 스포츠 선수”라는 코너에서 도쿄 시부야의 청소년들을 상대로 설문 조사를 실시했는데 다르빗슈가 1위로 선정되었고 그 다음으로 2위인 이치로가 차지했다.
- 2009년, 야마자키 마사요시, 마키하라 노리유키 등 남성 아티스트의 ‘눈물이 나오는 노래’를 모은 컴필레이션 앨범 “남자의 울음”의 자켓 사진에 기용되었다.[45]
- 2012년, 5월 7일 다르빗슈는 자신의 트위터에 김치와 한국 반찬, 한국 맥주가 담긴 사진과 함께 “오늘 통역, 트레이너와 함께 한국요리를 먹으러 왔다”는 글을 남겼다. 닷새 후 한 일본 네티즌이 다르빗슈의 트위터에 “오염된 한국 음식이나 먹고 있으니 성적이 그 모양이지. 반성하라”는 글을 올렸는데 이 네티즌의 트위터 프로필엔 나이가 35세로 나와 있다. 악성 발언에 대해 다르빗슈는 “35살이나 됐으면 성인답게 행동하라”고 쓴소리를 했다. 그러자 혐한성 글을 올린 네티즌은 또다시 “사실을 말하면 화내는 게 꼭 한국인 같다. 일본이 싫으면 떠나라”는 글을 올렸다.[46]

## 사회 공헌 활동
2005년 1월 30일, 출생지인 오사카의 호텔에서 열린 ‘격려회’에 참석, 이 자리에서 중학교 시절에 소속했던 보이즈리그 ‘올 하비키노’에 마이크로 버스 구입을 위해 200만엔을 기부했다. 2007년부터는 개발도상국에 물 지원을 진행하기 위해 일본 물 포럼과 협력해서 “다르빗슈 물 기금”을 설립했다. 정규 경기에서 1승을 올릴 때마다 10만엔을 일본 물 포럼에 기부하고 있다.
2008년부터는 똑같이 1승을 할 때마다 고향인 오사카부 하비키노시에 10만엔을 기부하고 있다. “어린이의 복지에 도움이 되었으면 좋겠다”라는 희망으로 하비키노 시는 2008년 5월에 ‘다르빗슈 유 어린이 복지기금’을 설립했다. 그 ‘어린이 복지기금’의 일부를 활용해서 오사카 부 하비키노 시립 중학교 중앙도서관에 야구를 포함한 스포츠 관련 서적 31권을 모은 ‘다르빗슈 유 문고’가 2009년 12월 18일 개설되었다. 또, 다르빗슈로부터 “고향에 대한 보답으로, 그라운드의 건설비용을 내고 싶다”라는 의사를 밝혀, 오사카 부 하비키노 시가 다르빗슈로부터의 기부금을 바탕으로 경식 야구 전용 그라운드를 정비해서 2013년도에 완공을 목표로 하는 것을 2010년에 발표했다. 경식 야구장 건설 비용에 대해서는 다르빗슈 측과 향후 협의를 진행할 것이라고 알려져 있다.
2010년에 가축 전염병 구제역의 피해를 당한 아내의 본가가 있는 미야자키현의 축산 농가에게 5월 하순에는 300만엔의 지원금을 보냈다. 게다가 6월 19일의 등판으로부터 아웃카운트 1개당 3만엔을 사회복지법인 미야자키현 공동모금회에 기부하는 것을 정식 발표하면서 합계 981만엔을 기부했다. 이러한 사회 공헌 활동의 높은 평가를 받아 2010년도 골든 스피릿상의 수상자로 선정되었다.
이듬해 2011년 3월 11일에 발생한 도호쿠 지방 태평양 해역 지진의 성금을 일본적십자사를 통해 5,000만엔을 기부했다.

## 상세 정보

### 출신 학교
- 도호쿠 고등학교

### 선수 경력
NPB
- 홋카이도 닛폰햄 파이터스 (2005년 ~ 2011년)

MLB
- 텍사스 레인저스 (2012년 ~ 2017년)
- 로스앤젤레스 다저스 (2017년)
- 시카고 컵스 (2018년 ~ 2020년)
- 샌디에이고 파드리스(2021년~)

국가 대표 경력
- 2008년 베이징 올림픽 일본 국가대표
- 2009년 월드 베이스볼 클래식 일본 국가대표

### 수상·타이틀 경력

#### 타이틀
- 최우수 평균 자책점: 2회(2009년, 2010년)
- 최다 탈삼진: 3회(2007년, 2010년, 2011년)
- 최고 승률: 1회(2009년) ※최우수 투수로서 수상

#### 수상
NPB
- MVP: 2회(2007년, 2009년)
- 사와무라 에이지상: 1회(2007년)
- 최우수 투수: 1회(2009년)
- 베스트 나인: 2회(2007년, 2009년)
- 골든 글러브상: 2회(2007년, 2008년)
- 월간 MVP: 5회(2007년 8월, 2008년 3·4월, 2008년 9월, 2009년 5월, 2011년 5월)
- 골든 스피릿상: 1회(2010년)
- 아시아 시리즈 MVP: 1회(2006년)
- 퍼시픽 리그 클라이맥스 시리즈 제2 스테이지 MVP: 1회(2007년)
- 일본 시리즈 감투상: 1회(2007년)
- 일본 시리즈 우수 선수상: 1회(2006년)
- 센트럴·퍼시픽 교류전 우수 선수상(닛폰 생명상): 1회(2009년)
- 올스타전 우수 선수상: 1회(2007년)
- 플래시 올스타전 우수 선수상: 1회(2005년)
- JA 전농 Go·Go상: 2회(최다 탈삼진상: 2009년 5월, 2011년 6월)
- 최우수 JA전농 Go·Go상: 1회(2011년)
- ‘조지아혼’상: 2회(2010년도 제4회, 2011년도 제4회)
- 호치 프로 스포츠 대상: 1회(퍼시픽 리그 부문: 2006년)
- 퍼시픽 리그 특별 수상: 1회(2011년) ※양대 리그에서는 처음으로 5년 연속 1점 대의 평균 자책점을 기록한 공로를 인정받음
- 삿포로 돔 MVP: 3회(2005년, 2008년, 2011년)
- 삿포로 돔 MVP 특별상: 1회(2007년)

MLB
- 아메리칸 리그 월간 신인 MVP: 1회(2012년 4월)

### 주요 기록

#### 투수 기록
- 첫 등판·첫 선발·첫 승리: 2005년 6월 15일, 대 히로시마 도요 카프 5차전(삿포로 돔), 8이닝 2실점
- 첫 탈삼진: 상동, 4회초 무사에 그렉 라로카로부터 헛스윙 삼진
- 첫 완투: 2005년 8월 6일, 대 세이부 라이온스 13차전(삿포로 돔), 9이닝 3실점에서 패전 투수
- 첫 완투 승리·첫 완봉 승리: 2005년 9월 18일, 대 도호쿠 라쿠텐 골든이글스 20차전(삿포로 돔)
- 첫 홀드: 2006년 9월 27일, 대 후쿠오카 소프트뱅크 호크스 20차전(삿포로 돔), 6회초에 2번째 투수로서 구원 등판, 2이닝 무실점

#### 타격 기록
- 첫 안타: 2006년 5월 18일, 대 한신 타이거스 2차전(한신 고시엔 구장), 5회초 무사에 시모야나기 쓰요시로부터 좌전 안타
- 첫 타점: 2008년 6월 17일, 대 히로시마 도요 카프 3차전(히로시마 시민 구장), 2회초 2사에 오타케 간으로부터 우중간에 동점 적시 2루타

#### 기록 달성 경력
- 통산 1000투구 이닝: 2010년 8월 28일, 대 오릭스 버펄로스 18차전(교세라 돔 오사카), 8회말 2사에 고토 미쓰타카를 2루 땅볼로 달성 ※역대 321번째
- 통산 1000탈삼진: 2011년 4월 26일, 대 후쿠오카 소프트뱅크 호크스 1차전(삿포로 돔), 8회초 무사에 혼다 유이치로부터 ※역대 129번째(투구 이닝 1058과 2/3이닝에 역대 7번째의 기록)
- 미일 통산 100승: 2012년 5월 27일, 대 토론토 블루제이스(레인저스볼파크)

#### 기타
- 공식전 12연승: 역대 5번째(2006년 5월 30일 ~ 2007년 4월 14일)
- 고졸 신인으로서의 첫 등판·첫 승리: 역대 12번째(2005년 6월 15일)
- 고졸 신인으로서의 완봉 승리: 역대 14번째(2005년 9월 18일)
- 20세 이하의 일본 시리즈 승리: 역대 5번째(2006년, 5차전)
- 2경기 연속 14탈삼진 이상(9회까지): 역대 2번째(2007년 3월 30일 ~ 4월 7일)
- 일본 시리즈 1경기 13탈삼진: 역대 3번째(2007년 10월 27일)
- 동일한 일본 시리즈에서 24탈삼진 기록: 역대 2위 ※2007년에 덧붙여 5경기의 탈삼진수에서는 역대 1위를 기록
- 클라이맥스 시리즈 1경기 14 탈삼진: 사상 최다 ※2008년 10월 11일 일본 시리즈를 포함한 포스트 시즌 사상 최다 기록
- 정규 경기 개막 이후 5경기 연속 두 자릿수 탈삼진: 사상 최초(2010년 4월 17일)
- 올스타전 출장: 5회(2007년 ~ 2011년)
- 46이닝 2/3 연속 무실점: 프로 야구 역대 11위, 퍼시픽 리그 역대 2위, 닛폰햄 구단 기록
- 3경기 연속 완봉: 퍼시픽 리그 & 닛폰햄 구단 타이 기록
- MLB 올스타전 선출: 3회(2012년, 2013년, 2014년)

### 등번호
NPB
- 11 (홋카이도 닛폰햄 파이터스, 2005년 ~ 2011년)

MLB
- 11 (텍사스 레인저스, 2012년 ~ 2017년)
- 21 (로스앤젤레스 다저스, 2017년)
- 11 (시카고 컵스, 2018년 ~ 현재)

### 연도별 투수 성적
| 연 도    | 소 속    | 등 판 | 선 발 | 완 투 | 완 봉 | 무 4 구 | 승 리 | 패 전 | 세 이 브 | 홀 드 | 승 률 | 타 자 | 이 닝  | 피 안 타 | 피 홈 런 | 볼 넷 | 고 4 | 몸 맞 | 탈 삼 진 | 폭 투 | 보 크 | 실 점 | 자 책 점 | 평 자 책 | W H I P |
| -------- | -------- | ----- | ----- | ----- | ----- | ------- | ----- | ----- | -------- | ----- | ----- | ----- | ------ | -------- | -------- | ----- | ---- | ----- | -------- | ----- | ----- | ----- | -------- | -------- | ------- |
| 2005년   | 닛폰햄   | 14    | 14    | 2     | 1     | 0       | 5     | 5     | 0        | 0     | .500  | 410   | 94.1   | 97       | 7        | 48    | 1    | 3     | 52       | 2     | 0     | 37    | 37       | 3.53     | 1.54    |
| 2006년   | 닛폰햄   | 25    | 24    | 3     | 2     | 0       | 12    | 5     | 0        | 1     | .706  | 627   | 149.2  | 128      | 12       | 64    | 0    | 6     | 115      | 5     | 1     | 55    | 48       | 2.89     | 1.28    |
| 2007년   | 닛폰햄   | 26    | 26    | 12    | 3     | 1       | 15    | 5     | 0        | 0     | .750  | 790   | 207.2  | 123      | 9        | 49    | 1    | 13    | 210      | 4     | 0     | 48    | 42       | 1.82     | 0.83    |
| 2008년   | 닛폰햄   | 25    | 24    | 10    | 2     | 2       | 16    | 4     | 0        | 0     | .800  | 764   | 200.2  | 136      | 11       | 44    | 0    | 9     | 208      | 4     | 1     | 44    | 42       | 1.88     | 0.90    |
| 2009년   | 닛폰햄   | 23    | 23    | 8     | 2     | 1       | 15    | 5     | 0        | 0     | .750  | 701   | 182.0  | 118      | 9        | 45    | 0    | 6     | 167      | 5     | 0     | 36    | 35       | 1.73     | 0.90    |
| 2010년   | 닛폰햄   | 26    | 25    | 10    | 2     | 3       | 12    | 8     | 0        | 0     | .600  | 805   | 202.0  | 158      | 5        | 47    | 0    | 7     | 222      | 6     | 0     | 48    | 40       | 1.78     | 1.01    |
| 2011년   | 닛폰햄   | 28    | 28    | 10    | 6     | 2       | 18    | 6     | 0        | 0     | .750  | 885   | 232.0  | 156      | 5        | 36    | 0    | 6     | 276      | 10    | 1     | 42    | 37       | 1.44     | 0.83    |
| 2012년   | TEX      | 29    | 29    | 0     | 0     | 0       | 16    | 9     | 0        | 0     | .640  | 816   | 191.1  | 156      | 14       | 89    | 1    | 10    | 221      | 8     | 0     | 89    | 83       | 3.90     | 1.28    |
| 2013년   | TEX      | 32    | 32    | 0     | 0     | 0       | 13    | 9     | 0        | 0     | .591  | 841   | 209.2  | 145      | 26       | 80    | 1    | 8     | 277      | 7     | 1     | 68    | 66       | 2.83     | 1.07    |
| 2014년   | TEX      | 22    | 22    | 2     | 1     | 1       | 10    | 7     | 0        | 0     | .588  | 605   | 144.1  | 133      | 13       | 49    | 1    | 2     | 182      | 14    | 1     | 54    | 49       | 3.06     | 1.26    |
| NPB: 7년 | NPB: 7년 | 167   | 164   | 55    | 18    | 9       | 93    | 38    | 0        | 1     | .710  | 4982  | 1268.1 | 916      | 58       | 333   | 2    | 50    | 1250     | 36    | 3     | 310   | 281      | 1.99     | 0.98    |
| MLB: 3년 | MLB: 3년 | 83    | 83    | 2     | 1     | 1       | 39    | 25    | 0        | 0     | .597  | 2262  | 545.1  | 434      | 53       | 218   | 3    | 20    | 680      | 29    | 2     | 211   | 198      | 3.27     | 1.20    |

- 2014년 기준, 굵은 글씨는 시즌 최고 성적.

## 같이 보기
- 하세가와 아리아 자스루 - 이란계 일본인의 축구선수